# Bernardino Mei
Bernardino Mei (geboren 23. Oktober 1612 in Siena; gestorben 1676 in Rom) war ein italienischer Maler, der am Beginn seiner Karriere im Stil der Schule von Siena malte.

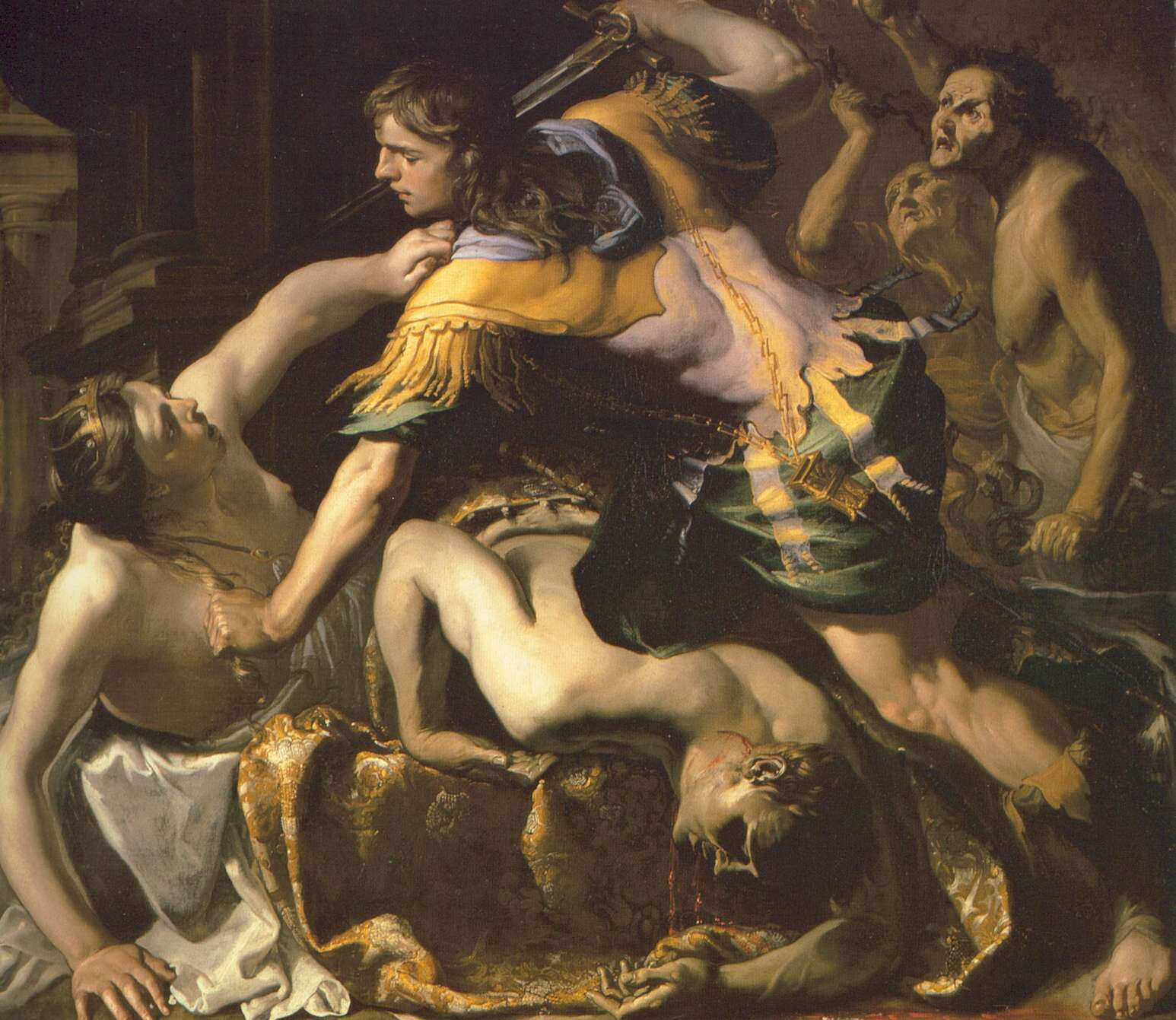
Oreste uccide Egisto e Clitennestra, Palazzo Salimbeni, Siena

## Leben
Bernardino Mei wurde geboren als Sohn von Girolamo di Agnolo und Celia Camozzi. Erstmals als Künstler trat er 1634 in Erscheinung, als er als Buchmaler Werke für die Libri dei Leoni erstellte.
Sein Handwerk erlernte er von Rutilio Manetti. Frühe Werke zeigen Anlehnungen an Giuliano Periccioli (* 1600 in Siena; † um 1646 in Florenz), Francesco Rustici und Raffaello Vanni. Größeren Einfluss auf sein späteres künstlerisches Schaffen hatten die Werke der Carracci-Familie, die des Andrea Sacchi sowie die Werke von Caravaggio. Um 1657 zog Mei nach Rom, wo er unter anderem für Papst Alexander VII. arbeitete.

## Werke (Auswahl)
- Ariccia, Palazzo Chigi: Inverno

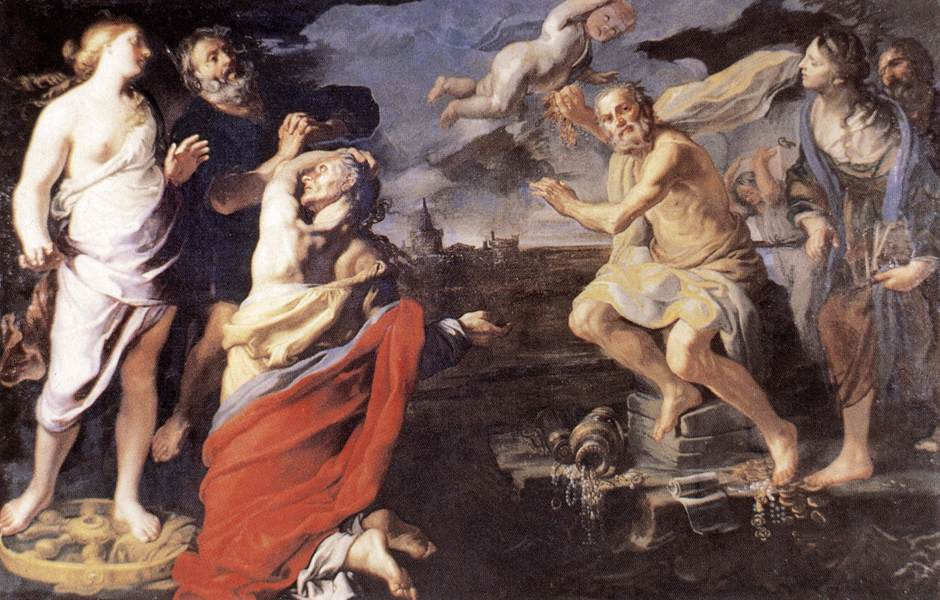
Allegoria della Fortuna, Galleria Nazionale d’Arte Antica, Rom

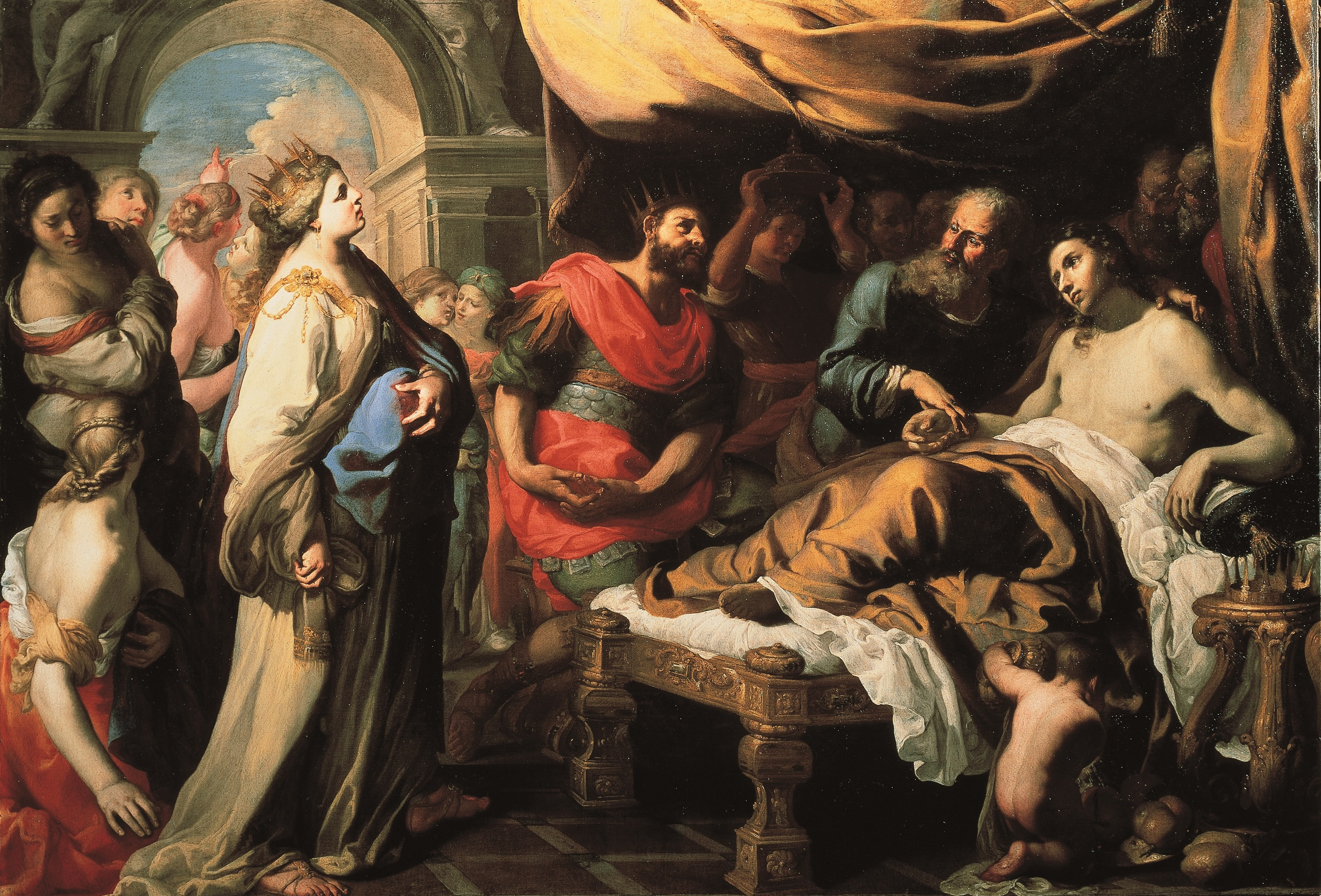
Antioco e Stratenice, Palazzo Salimbeni, Siena

- Bettolle (Ortsteil von Sinalunga), Chiesa di San Cristoforo: San Pietro in ginocchio
- Bitonto, Galleria nazionale della Puglia: Cristo deriso
- Buonconvento, Museo d’arte sacra della val d’arbia: San Pietro liberato dal carcere (stammt aus der Chiesa dei Santi Pietro e Paolo, Leinwandgemälde, 65 × 100 cm)[2]
- Casole d’Elsa, Museo archeologico e della Collegiata: Bemalte Holzfiguren
- Certosa San Lorenzo di Galluzzo, Pinacoteca: Santa Caterina da Siena
- Grosseto, Museo archeologico e d’arte della Maremma: Santa Cecilia
- Rom, Galleria Nazionale d’Arte Antica: Allegoria della Fortuna, Ölgemälde, 179 × 271 cm.[3]
- Rom, Santa Maria della Pace: 2 Taufbilder im Baptisterium
- Rom, Santa Maria del Popolo: Sacra famiglia
- Siena, Chiesa di San Giovannino della Staffa:
  - Decollazione del Battista (1647)
  - Il Battista davanti al Erode
- Siena, Chiesa di Sant’Agostino: Miracolo di Santo Stefano
- Siena, Chiesa di Santa Maria di Provenzano:
  - Giaele che uccide Sisara
  - Messa di San Gregorio Magno
  - Profezia di Brandano
  - Storia di Guida Maccabeo
- Siena, Museo Diocesano di Arte Sacra, Oratorio della Compagnia di San Bernardino, Saal 1: Santa Caterina d’Alessandria[4]
- Siena, Oratorio di San Giovanni Battista, auch Oratorio dei Tredicini genannt, Contradenkirche der Contrada Aquila: Natività del Battista
- Siena, Oratorio di San Rocco: Storie della Vita di San Giobbe
- Siena, Palazzo Chigi-Saracini:
  - Giudizio di Salomone (Sala Casella)
  - Sofonisba (Sala di Legno)
- Siena, Palazzo Piccolomini, Archivio di Stato di Siena:
  - Adorazione dei Pastori (Museo delle Biccherne)
  - Libro dei leoni (1634 entstandene Buchmalereien)
- Siena, Palazzo Salimbeni:
  - Amore curato dal Tempo con l’acqua del fiume Lete (Ölgemälde von 1653, 160 × 180 cm)[5]
  - Antioco e Stratenice (Ölgemälde, 204 × 294 cm)[6]
  - Artemisia vedova del re Mausolo beve le lacrime miste alla ceneri del marito defunto (Ölgemälde von 1654 ca., befindet sich im Seconda sala del Fondaco)[7]
  - Il ciarlatano (Ölgemälde von 1656 ca., 190 × 135 cm)[8][9]
  - La Fortuna tra la Virtù e la Necessità (Ölgemälde von 1653, 158 × 180 cm)[10]
  - Oreste uccide Egisto e Clitennestra (Ölgemälde von 1654 ca., 157 × 180 cm)[11]
- Siena, Pieve di Val di Pugna: Madonna e Santi
- Siena, Pinacoteca Nazionale, Saal 33:
  - Allegoria dell’ingiustizia
  - Allegoria della pace
  - Allegoria della purezza
  - Allegoria della vittoria
  - Cardinale Rolando Bandinelli (1653)
  - Crocifissione di San Pietro
  - Ghismunda
  - Maddalena che mediata sul Crocifisso
  - Papa Alessandro III. Bandinelli
  - San Giovanni Evangelista
  - San Girolamo che scrive
- Siena, Santa Maria della Scala: Ritratto di Giacomo Sansedoni (Ölgemälde auf Leinwand, 1641 entstanden)